# Le Grand Passage (film)
Pour les articles homonymes, voir Le Grand Passage.
Pour plus de détails, voir Fiche technique et Distribution.
Le Grand Passage (Northwest Passage), film américain réalisé par King Vidor, sorti en 1940, est une adaptation cinématographique du roman Le Grand Passage (1937) de Kenneth Roberts.

## Synopsis
En 1759, après avoir été expulsé d'Harvard pour s'être moqué du président de l'université, Langdon Towne revient chez lui à Portsmouth (New Hampshire) et annonce à sa fiancée Elizabeth Browne qu'il va devenir un grand artiste. Après avoir insulté le puissant Wiseman Clagett, Langdon se retrouve encore obligé de fuir. Avec son ami « Hunk » Marriner, ils rencontrent le major Robert Rogers, sur le point de monter une expédition contre une tribu indienne en guerre. Rogers demande à Langdon de se joindre à eux pour établir des cartes, mais il ne réussira à les engager qu'en les faisant boire.
La troupe de rangers navigue d'abord sur le lac Champlain puis sur le Saint-Laurent en essayant d'éviter les Indiens qui se sont alliés aux Français dans leur guerre contre les Anglais. Lorsqu'ils découvrent des navires français à l'embouchure du fleuve, ils sont forcés de débarquer et de porter leurs canots sur un terrain très difficile. À Saint François (Odanak), les rangers tombent sur les Indiens qui ont massacré les pionniers blancs et, dans la bataille, Langdon est sérieusement blessé. Après leur victoire sur les Indiens, ils commencent un long voyage vers Fort Wentworth. Ils marchent pendant des jours avec pour seule nourriture du maïs séché. Un jour, ils décident de se séparer pour tenter leur chance à la chasse et de se retrouver à la montagne de l'Aigle. Lorsqu'ils s'y retrouvent, ils ne sont plus que 50, contre 150 au départ. Malgré leur découragement, poussés par le major Rogers qui leur promet de la nourriture à Fort Wentworth, ils repartent. À l'approche du fort, Rogers part en avant pour découvrir le lieu vide. Heureusement, un peu plus tard, les Anglais arrivent, apportant avec eux de la nourriture.
Leur mission accomplie, Rogers et ses hommes continuent leur marche à la recherche du passage du Nord-Ouest.

## Fiche technique
- Titre original : Northwest Passage
- Titre français : Le Grand Passage
- Réalisation : King Vidor, Jack Conway (scènes additionnelles), Norman Foster (seconde équipe)
- Scénario : Talbot Jennings et Laurence Stallings d'après le roman Northwest Passage: Book One, Rogers' Rangers de Kenneth Roberts
- Décors : Cedric Gibbons
- Photographie : William V. Skall et Sidney Wagner
- Son : Douglas Shearer
- Montage : Conrad A. Nervig
- Musique originale : Herbert Stothart
- Production: Hunt Stromberg
- Société de production : Metro-Goldwyn-Mayer
- Société de distribution : Metro-Goldwyn-Mayer
- Pays d'origine :  États-Unis
- Langue originale : anglais
- Format : couleur (Technicolor) - 35 mm - 1,37:1 - son monophonique (Western Electric Sound System)
- Genre : film d'aventure
- Durée : 125 minutes
- Date de sortie : 
  - États-Unis : 23 février 1940
  - France : 13 avril 1949 (la V.F. de 1949 a été réalisée avec le procédé stéréophonique Perspecta)

## Distribution
- Spencer Tracy (V.F : Serge Nadaud) : major Rogers
- Robert Young (V.F : Michel Roux) : Langdon Towne
- Walter Brennan (VF : Louis de Funès) : Hunk Marriner
- Ruth Hussey (V.F : Nadine Alari) : Elizabeth Browne
- Nat Pendleton : « Cap » Huff
- Louis Hector : révérend Browne
- Robert Barrat (V.F : Jacques Beauchey) : Humphrey Towne
- Lumsden Hare (V.F : Louis Arbessier) : lord Amherst
- Donald MacBride (V.F : Jean Brochard) : sergent McNott
- Isabel Jewell (V.F : Janine Freson) : Jennie Coit
- Douglas Walton : lieutenant Avery
- Addison Richards (V.F : Jean Clarieux) : lieutenant Crofton
- Montagu Love (V.F : Jean-Claude Michel) : Wiseman Clagett
- Regis Toomey (V.F : André Valmy) : Webster
- Hugh Sothern (V.F : Fernand Fabre) : Jesse Beacham
- Lester Matthews (V.F : Jean-Louis Jemma) : Sam Livermore
- Truman Bradley (V.F : Gabriel Cattand) : capitaine Ogden
- Verna Felton (V.F : Helene Tossy) : Mme Towne
- Frederick Worlock (V.F : Maurice Dorleac) : Sir William Johnson
- George Eldredge (V.F : Roland Menard) : lieutenant Mcmullen
- John Merton (V.F : William Sabatier) : lieutenant Dunbar
- Edward Gargan : capitaine Butterfield
- Frank Hagney : capitaine Grant

Acteurs non crédités
- Iron Eyes Cody : un éclaireur indien
- Tom London : un ranger
- Helen MacKellar : Sarah Hadden
- Hank Worden : un ranger

## Production

### Genèse
Metro-Goldwyn-Mayer achète les droits du livre dès septembre 1937 et prévoit d'en faire son premier film en Technicolor. En mars 1938, W. S. Van Dyke profite d'un temps mort dans le tournage de Marie-Antoinette pour faire des repérages en Colombie-Britannique.
En juin 1938, des retards poussent la MGM à reculer le tournage. Robert Z. Leonard prend la suite de Van Dyke pour terminer Sweethearts pour que ce dernier puisse avoir plus de temps pour travailler au film. Différents sites de tournage sont envisagés à travers l'Ouest des États-Unis. En juillet et août, près de 70 personnes vont tourner 20 000 m de pellicule dans les environs de McCall (Idaho). En août, décision est prise de reporter le tournage au printemps 1939, à la suite de mauvaises conditions météorologiques.
Fin février 1939, Van Dyke est retiré du film pour cause de chevauchement avec le tournage d'It's a Wonderful World. Finalement c'est King Vidor qui est choisi pour le remplacer, même si Jack Conway avait déjà réalisé certaines scènes fin 1938. De mars à juin, le tournage d'extérieurs commence au lac Payette (Idaho), mais ce n'est pas avant le 6 juillet que débute le tournage des scènes principales. À ce moment-là, environ 200 personnes, acteurs et techniciens, sont basés à McCall. Ils y restent jusque début août et, dès le 16 août, la plupart d'entre eux reviennent terminer le tournage aux studios MGM en Californie.

### Distribution
Fin mars, des tests couleur sont faits avec Spencer Tracy, prévu dès le montage du film par le studio pour le rôle du major Rogers. En avril, des publicités citent Wallace Beery pour le rôle du sergent McNatt (qui sera finalement interprété par Donald MacBride, Robert Taylor pour le rôle de Langdon Towne (interprété finalement par Robert Young). MGM prévoit d'emprunter Anne Shirley à la RKO, probablement pour le rôle d'Elizabeth Browne (finalement interprété par Ruth Hussey), mais peut-être aussi pour le rôle d'Ann (interprété par Laraine Day, coupé finalement au montage).
Plusieurs centaines d'Indiens Nez-Percés et Pieds-Noirs participent au tournage dans le Parc national de Glacier.

### Budget
En avril 1938, un article d'Hollywood Reporter annonce déjà un budget d'un million et demi de dollars. Finalement il sera estimé à près de 2 700 000 $ et, même si ce fut un des plus grands succès de 1940, le film fut déficitaire.